# Otterville (Illinois)
Otterville – miasto w stanie Illinois, w hrabstwie Jersey, USA.

## Demografia
Według danych z 2000 roku, populacja wynosi 120 mieszkańców. W 2023 roku liczba mieszkańców spadła do 83 osób, a gęstość zaludnienia poniżej 32 osób/km². Jest jedną z najmniejszych miejscowości w stanie Illinois.